# Donald Dubh MacDonald
Pour les articles homonymes, voir Donald.
Donald Dubh MacDonald (gaélique : Domhnall Dubh i.e: le Noir) (né vers 1482 mort en 1545) est le dernier prétendant au titre de Seigneur des Îles en 1545.

## Origine
Donald Dubh MacDonald est le fils d'Angus II Óg Mac Donald et de Mary Campbell la fille de Colin Campbell Ier comte d'Argyll. Il nait lorsque sa mère après avoir été enlevée à son époux est en résidence forcée chez son père le comte d'Argyll et sa légitimité est mise en doute par certains membres du clan MacDonald.

## Prétendant
Lors de la mort de son père Donald Dubh est détenu captif par son grand-père au château d'Innischonail ou Inchconnell en plein milieu du Loch Awe. Il est libéré par le clan MacDonald de Glen Coe en 1501 et placé sous la protection de Torquil chef du clan MacLeod de Lewis un des principaux soutiens de son père. Il marche sur Inverness avec son armée composée des MacDonald et des Maclean qui mettent la ville à sac
L'habileté du roi Jacques IV d'Écosse met fin à la guerre dans les Highlands. En 1506 pourchassé et repris Donald Dubh est interné au Château d'Édimbourg pendant presque 40 ans. Donald Dubh réussit à s'évader en 1543, il obtient l'appui des chefs des Îles fidèles au clan MacDonald; les Maclean de Duart les macLeod, le clan MacDonald de Clanranald et les MacNeill de Barra et parvient à lever une armée de plusieurs milliers d'hommes. Ils bénéficient du soutien du comte de Matthew Stuart comte de Lennox qui déçu d'avoir été supplanté par James d'Arran pour exercer la régence alors qu'il avait espéré épouser la reine mère Marie de Guise, voulait se venger d'elle et du cardinal David Beaton son conseiller.
Lors d'un grand « Conseil des Îles » tenu en 1545 à Knockfergus en Irlande Donald Dubh à la tête de 180 galères et de 4 000 hommes n'hésite pas à prêter allégeance à Henri VIII d'Angleterre. Il reconnait en outre Matthew Stuart comte de Lennox comme régent d'Écosse et s'apprête à se joindre aux projets d'invasions anglais.
Malheureusement Donald Dubh contracte une fièvre et meurt à Drogheda en Irlande avant d'aborder en Écosse. Avec lui se clôt irrémédiablement le temps de la Seigneurie des Îles car si James MacDonald d'Islay revendique un temps le titre de Seigneur des Îles, il n'obtient aucun appui d'Henri VIII qui meurt d'ailleurs en 1547.

## Postérité
D'une épouse inconnue Donald Dubh a un fils anonyme qui disparait en même temps que lui en Irlande.

## Sources
- Fitzroy Maclean Higlanders. Histoire des clans d'Écosse Éditions Gallimard 1995  (ISBN 2724260910).
- (en) Mike Ashley The Mammoth Book of British Kings & Queens Robinson (Londres 1998)  (ISBN 1841190969) « John II, Angus Og Donald Dubh (The Black) » p. 539-541 et table généalogique n° 39 p.  537.
- (en) John L. Roberts « Downfall of Clan Donald », dans Lost Kingdoms, Celtic Scotland and the Middle Ages Edinburgh University Press (Edinburgh 1997)  (ISBN 0748609105) p. 198-216.
- (en) Richard Oram, « The Lordship of the Isles, 1336-1545 », in Donald Omand (ed.) The Argyll Book, (Edinburg, 2005), p.  123-39